# Lista de sítios compartilhados do Patrimônio Mundial

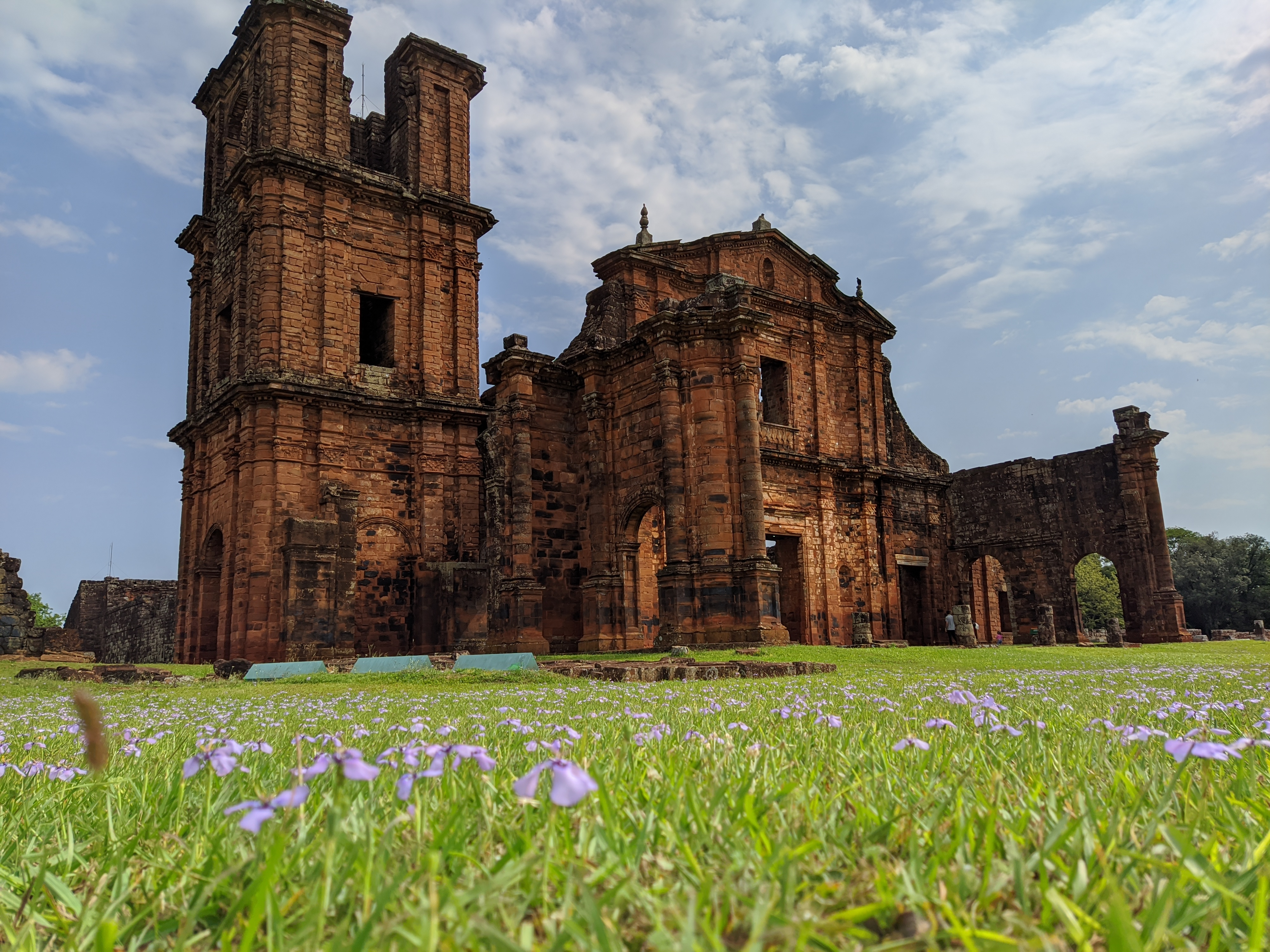
Ruínas de São Miguel das Missões, sítio compartilhado por Brasil e Argentina e inscrito em 1983.

A Lista do Patrimônio/Património Mundial é mantida pela Organização das Nações Unidas para a Educação, a Ciência e a Cultura (UNESCO) através do Centro do Patrimônio Mundial, reunindo um total de 1,199 sítios distribuídos em 168 países (os chamados "Estados-parte") signatários da Convenção para a Proteção do Patrimônio Mundial, Cultural e Natural. O documento, promulgado na conclusão da Conferência Geral da Organização das Nações Unidas para a Educação, a Ciência e a Cultura em 16 de novembro de 1972, estabeleceu em seu texto a criação do Comité do Patrimônio Mundial visando exclusivamente "mapear, reconhecer e divulgar sítios que, por sua excepcional importância, são considerados patrimônios da humanidade".
A UNESCO classifica um determinado sítio do Patrimônio Mundial em três categorias: Natural (áreas de natureza pura de grande relevância para o planeta), Cultural (criações de um determinado povo como cidades ou obras arquitetônicas de grande relevância coletiva humana) e Misto (que reúne em sua área designada elementos de ambas as categorias anteriores). Dentro da subdivisão da UNESCO, um sítio do Patrimônio Mundial pode ser classificado ainda como: Transfronteiriço ("um sítio situado no território de dois ou mais Estados-parte tendo fronteiras adjacentes") ou Transnacional ("um sítio que abrange o território de dois ou mais Estados-parte e que não seja necessariamente contíguo sendo assim nomeado por consenso entre os países).
Na prática, um sítio transfronteiriço abrange naturalmente o território de dois ou mais países de maneira contígua enquanto um sítio transnacional é determinado por interesse dos Estados-parte que podem não estar interligados territorialmente, mas que reconheçam a relevância cultural de agrupar o mesmo conjunto de obras. O sítio Mar de Wadden é um sítio transfronteiriço compartilhado entre Alemanha, Dinamarca e Países Baixos, pois avança naturalmente sobre os territórios destes três países. Em contrapartida, o sítio O Trabalho Arquitetônico de Le Corbusier, uma Contribuição Impressionante para o Movimento Moderno é classificado como Transnacional, pois possui áreas tombadas em países que não possuem fronteiras entre si.

Países que abrigam Sítios Transfronteiriços do Patrimônio Mundial da UNESCO (2023).

## Lista de sítios compartilhados

### Patrimônio Mundial transfronteiriço
| Sítio                                                              | Sítio                                                                                                   | Países | Localização                                               | Dados UNESCO                                      |  |  |
| ------------------------------------------------------------------ | --- | --- | --------------------------------------------------------- | ------------------------------------------------- |  |  |
| Trecho da Floresta de Białowieża, na cidade homônima.              | Parque Nacional Białowieża                                                                              | Bielorrússia Polónia | Brest Hrodna Podláquia                                    | 33; 1979; Natural: (ix), (x)                      |  |  |
| Trecho da Floresta de Białowieża, na cidade homônima.              | Parque Nacional Białowieża                                                                              | A Floresta de Białowieża é um grande complexo florestal que abriga florestas antigas na fronteira entre Bielorrússia e Polónia, sendo um exemplar da floresta decídua temperada da Europa Central. A paisagem natural é formada por grandes pradarias, vales de rios e terras pantanosas que servem de abrigo a uma das maiores populações de bisontes-europeus (Bison bonasus), linces e lontras-europeias (Lutra lutra). A porção polonesa da propriedade foi inscrita em 1979 enquanto a porção pertencente à Bielorrússia foi inscrita em 1992, com alterações na extensão de área protegida em 2014. |                                                           |                                                   |  |  |
| Templo de Antonino e Faustina, no Fórum Romano.                    | Centro Histórico de Roma, Propriedades extraterritoriais da Santa Sé e Basílica de São Paulo Extramuros | Itália Vaticano | Lazio Vaticano                                            | 91; 1980; Cultural: (i), (ii), (iii), (iv), (vi)  |  |  |
| Templo de Antonino e Faustina, no Fórum Romano.                    | Centro Histórico de Roma, Propriedades extraterritoriais da Santa Sé e Basílica de São Paulo Extramuros | A propriedade reúne uma coletividade de edifícios históricos, praças, monumentos e vias públicas que testemunham a amplitude da influência cultural do Império Romano e, posteriormente, os primórdios da Era cristã. O centro histórico de Roma (Centro Storico) engloba 22 bairros (rioni) de Roma que formaram o centro administrativo da Roma antiga (como o Coliseu, o Panteão e o Fórum Romano) e também serviram de palco principal dos alcances tecnológicos e artísticos da Renascença italiana (como a Piazza Navona). Originalmente listado apenas como "Centro Histórico de Roma", o sítio foi expandido em 1990 para incluir também a Basílica de São Paulo Extramuros e diversas outras propriedades históricas da Santa Sé. |                                                           |                                                   |  |  |
| Monte Nimba.                                                       | Reserva natural integral do Monte Nimba                                                                 | Costa do Marfim Guiné | Moyen-Cavally Zerecoré                                    | 155; 1981; Natural: (ix), (x)                     |  |  |
| Monte Nimba.                                                       | Reserva natural integral do Monte Nimba                                                                 | A Cordilheira do Nimba integra as Altas Terras Guineanas que recortam a região central da Guiné na bacia dos rios Gâmbia e Níger. O complexo montanhoso tem como o pico mais alto o Monte Nimba a cerca de 1,752 metros de altitude em meio a um vale composto majoritariamente por savanas. O monte forma visualmente uma ilha do céu que serve de habitat a uma ampla gama de espécies endêmicas como o musaranho-lontra-de-Nimba (Micropotamogale lamottei) e o sapo-de-Nimba (Nimbaphrynoide). A porção da propriedade pertencente à Guiné foi listada em 1981 enquanto a porção pertencente à Costa do Marfim foi listada em 1982. |                                                           |                                                   |  |  |
| Reserva florestal de Talamanca-La Amistad.                         | Reservas da Cordilheira de Talamanca–La Amistad                                                         | Costa Rica Panamá | Cartago Limón Puntarenas San José Bocas del Toro Chiriqui | 205; 1983; Natural: (vii), (viii), (ix), (x)      |  |  |
| Reserva florestal de Talamanca-La Amistad.                         | Reservas da Cordilheira de Talamanca–La Amistad                                                         | O parque consiste em um vasto complexo de florestas tropicais situado exatamente na região limítrofe entre a América Central e América do Sul, cobrindo parte central do Istmo do Panamá. A região é abundante em biodiversidade e abriga cerca de 10 mil espécies de flora e 200 espécies de mamíferos além de uma extensa população de aves endêmicas que ultrapassam 600 espécies contabilizadas, incluindo espécies raras como a Araponga-do-nicarágua (Procnias tricarunculatus) e a Quetzal-resplandecente (Pharomachrus mocinno). A maior parte da área listada pela UNESCO é coberta por florestas tropicas úmidas, porém o local registra também a ocorrência de montanhas que alcançam 3 mil metros de altitude. A Costa Rica teve sua porção na propriedade inscrita em 1983 enquanto a porção panamenha foi incluída após uma alteração nos limites da área listada em 1990. |                                                           |                                                   |  |  |
| Lago Waterton, em Alberta, Canadá.                                 | Parque Internacional da Paz Waterton-Glacier                                                            | Canadá Estados Unidos | Alberta Montana                                           | 354; 1995; Natural: (vii), (ix)                   |  |  |
| Lago Waterton, em Alberta, Canadá.                                 | Parque Internacional da Paz Waterton-Glacier                                                            | A propriedade lista compreende o Parque Nacional Lagos Waterton (na província canadense de Alberta) e o Parque Nacional Glacier (no estado estadunidense de Montana) que estão situados na região banhada por um complexo de centenas de lagos glaciais no entorno do Lago Waterton. Além das notórias paisagens cênicas montanhosas e as formações geológicas glaciais, a área do parque abriga espécies vegetais e animais endêmicas - como a erva-lunar-de-Waterton (Botrychium watertonese) - e cerca de 250 espécies de aves locais. O parque abriga também a Triple Divide Peak em cujo cume reúnem-se a Grande Divisória Continental e a Divisória Laurenciana, criando um tecido visual de grandes pradarias e florestas temperadas de coníferas. |                                                           |                                                   |  |  |
| Vista aérea das Cataratas de Vitória.                              | Mosi-oa-Tunya/Cataratas de Vitória                                                                      | Zâmbia Zimbabwe | Província do Sul Matabelelândia Norte                     | 509; 1989; Natural: (vii), (viii)                 |  |  |
| Vista aérea das Cataratas de Vitória.                              | Mosi-oa-Tunya/Cataratas de Vitória                                                                      | As Cataratas Vitória estão localizadas no rio Zambeze na fronteira entre Zâmbia e Zimbábue e formam um complexo de cascatas de mais de 1,7 quilômetros de largura e 108 metros de altitude. As cataratas são conhecidas na língua local como Mosi-oa-Tunya ("a fumaça que troveja") em alusão ao forte efeito sonoro provocado pela queda d'água. O nome atual pelo qual o monumento natural é conhecido turisticamente, no entanto, foi concedido pelo explorador escocês David Livingstone em homenagem à Rainha Vitória em 1855. A região do parque circundante abriga uma notável fauna de espécies endémicas que inclui o rinoceronte-branco (Ceratotherium simum) e amplas áreas dominadas pelas florestas de miombo. Os dois parques nacionais foram listados coletivamente pela UNESCO em 1989. |                                                           |                                                   |  |  |
| Margens do rio Pendjari durante a estação seca.                    | Complexo W-Arly-Pendjari                                                                                | Benim Burquina Fasso Níger | Tapoa Atakora Alibori                                     | 749; 1996; Natural: (ix), (x)                     |  |  |
| Margens do rio Pendjari durante a estação seca.                    | Complexo W-Arly-Pendjari                                                                                | O Complexo W-Arly-Pendjari reúne três grandes parques nacionais florestais ao longo das margens do rio Níger na fronteira entre Benim, Burkina Faso e Níger. O Parque Nacional W localiza-se em sua maior porção no Benim, abrangendo uma área de cerca de 8,000 km² de savanas e florestas de galerias e recebeu este nome devido ao curso sinuoso formado pelo rio Níger forma dentro da área preservada que remete a um "W". O Parque Nacional de Arly localiza-se no território do Burkina Faso e cobre uma área de cerca de 760 km² de florestas e savanas. O Parque Nacional Pendjari localiza-se inteiramente no território do Benim e, apesar de também banhado pelo rio Níger, tem seu nome derivado do rio Pendjari cujas margens servem de refúgio natural para diversas espécies como o elefante-da-floresta (Loxodonta cyclotis) e o búfalo-africano (Syncerus caffer). Os três parques juntos cobrem uma área de cerca de 32,250 km², sendo uma das maiores reservas ecológicas da África. |                                                           |                                                   |  |  |
| Reserva da biosfera da depressão de Uvs Nuur, Tuva, Rússia.        | Bacia do Uvs Nuur                                                                                       | Mongólia Rússia | Uvs Tuva                                                  | 769; 2003; Natural: (ix), (x)                     |  |  |
| Reserva da biosfera da depressão de Uvs Nuur, Tuva, Rússia.        | Bacia do Uvs Nuur                                                                                       | O Lago Uvs Nuur localiza-se na fronteira entre a República de Tuva (na Rússia) e a Mongólia, sendo elemento central de uma extensa bacia endorreica que preserva uma das últimas reminiscências da estepe-de-mamute em todo o planeta. Originalmente parte integrante de um grande mar interior formado no período Pleistoceno, o lago possui cerca de 3,350 km² e localiza-se a cerca de 719 metros acima do nível do mar. A alta salinidade de suas águas contribui para que o local seja habitat natural de diversas espécies endémicas, como o osman-do-Altai (Oreoleuciscus potanini). |                                                           |                                                   |  |  |
| Litoral de Podersdorf am See, banhada pelo Lago de Neusiedl.       | Paisagem Cultural Fertö/Neusiedlersee                                                                   | Áustria Hungria | Neusiedl am See Rust                                      | 772; 2001; Cultural: (v)                          |  |  |
| Litoral de Podersdorf am See, banhada pelo Lago de Neusiedl.       | Paisagem Cultural Fertö/Neusiedlersee                                                                   | A Paisagem Cultural de Fertö/Neusiedlersee reúne as reservas naturais ao redor do Lago de Neusiedl, localizado na fronteira entre Áustria e Hungria a cerca de 50 quilômetros de distância do tecido urbano das cidades de Viena e Bratislava. O maior lago endorreico da Europa, o Lago de Neusiedl é um lago raso de 1,8 metros de profundidade máxima e forma um amplo espelho d'água natural que serve de abrigo para inúmeras espécies vegetais e animais aquáticas. As florestas temperadas de coníferas da região do entorno do lago servem de ponto de paragem para aves migratórias da Rota Migratória da Europa Central, como o colhereiro-europeu (Platalea leucorodia) e a cegonha-branca (Ciconia ciconia). Além disso, a paisagem em geral é caracterizada por extensas estepes que constituem um marco visual e cultural significante da região. |                                                           |                                                   |  |  |
| Trilha do Prado de Ordesa e o Monte Perdido.                       | Pirenéus – Monte Perdido                                                                                | Espanha França | Huesca Altos Pirenéus                                     | 773; 1999; Misto: (iii), (iv), (v), (vii), (viii) |  |  |
| Trilha do Prado de Ordesa e o Monte Perdido.                       | Pirenéus – Monte Perdido                                                                                | O sítio Pirenéus-Monte Perdido designa uma propriedade que engloba os cenários naturais dos Pirenéus ao redor do Monte Perdido. O Monte Perdido (ou Mont Perdu, em catalão), por si próprio, está localizado em território espanhol da província de Huesca e constitui o terceiro pico mais alto dos Pirenéus, com altitude máxima de 3.355 metros acima do nível do mar. A cadeia montanhosa dos Pirenéus possui formações geológicas predominantemente calcárias resultantes da colisão entre as placas tectônicas Ibérica e Eurasiática há cerca de 65 milhões de anos. O complexo montanhoso é composto por florestas temperadas de coníferas e florestas decíduas caducifólias que são habitat natural de espécies raras, como o abtutre-barbudo (Gypaetus barbatus). A propriedade engloba as áreas do Parque Nacional de Ordesa e Monte Perdido (na Espanha) e do Parque Nacional dos Pirenéus (na França). |                                                           |                                                   |  |  |
| Vista aérea da Costa Alta e o Golfo de Bótnia, na Suécia.          | Costa Alta/Kvarken Trilha do Prado de Ordesa e o Monte Perdido.                                         | Finlândia Suécia | Ostrobótnia Västernorrland                                | 898; 2000; Natural: (viii)                        |  |  |
| Vista aérea da Costa Alta e o Golfo de Bótnia, na Suécia.          | Costa Alta/Kvarken Trilha do Prado de Ordesa e o Monte Perdido.                                         | O sítio denominado Costa Alta/Kvarken engloba reservas naturais significantes dos dois lados do Golfo de Bótnia na fronteira marítima entre Finlândia e Suécia. O Golfo de Bótnia separa naturalmente grande parte das duas nações e possui ligação direta com o Mar Báltico através do Estreito de Kvarken. O arquipélago de Kvarken, composto por cerca de 5,600 ilhotas e as grandes ilhas de Replot e Björkö, situa-se no lado finlandês e foi formado através do degelo da camada Weichseliana durante o ajuste pós-glacial. A Costa Alta é constitui uma região litorânea pertencente à Suécia e apresenta relevo sub-cambriano com a ocorrência de estepes e taigas. |                                                           |                                                   |  |  |
| Parque Maloti-Drakensberg.                                         | Parque Maloti-Drakensberg                                                                               | África do Sul Lesoto | KwaZulu-Natal Qacha's Nek                                 | 985; 2000; Misto: (i), (iii), (vii), (x)          |  |  |
| Parque Maloti-Drakensberg.                                         | Parque Maloti-Drakensberg                                                                               | O Parque Maloti-Drakensberg ocupa uma grande extensão de reservas florestais no sentido longitudinal da fronteira entre África do Sul e Lesoto. O sítio compartilhado engloba as áreas do Parque Nacional de Royal Natal (na África do Sul) e do Parque Nacional de Sehlabathebe (no Lesoto) que possuem respectivamente 80,9 km² e 69,5 km². Toda a área foi concebida como um marco das relações pacíficas entre os dois países e cobre um total de 8,113 km² que serve de abrigo para diversas espécies nativas, dentre as quais o abutre-barbudo (Gypaetus barbatus), a palanca-vermelha (Hippotragus equinus) e o babuíno (Papio ursinus). O parque é coberto por vastas pradarias e savanas de montanha e tem como ponto culminante o monte Thabana Ntlenyana que se ergue a cerca de 3,482 metros acima do nível do mar e domina o cenário natural das Montanhas Maloti. |                                                           |                                                   |  |  |
| Vista aérea das Dunas Epha, no Istmo da Curlândia.                 | Istmo da Curlândia                                                                                      | Lituânia Rússia | Klaipėda Kaliningrado                                     | 994; 2000; Cultural: (v)                          |  |  |
| Vista aérea das Dunas Epha, no Istmo da Curlândia.                 | Istmo da Curlândia                                                                                      | O Istmo da Curlândia é um exótico istmo localizado entre o Mar Báltico e a Lagoa da Curlândia. A lagoa é banhada pelas águas do rio Venta, sendo cortada pela fronteira entre o condado lituano de Klaipėda (ao norte) e o exclave russo de Kaliningrado (ao sul). A porção lituana integra a área do Parque Nacional de Slītere e engloba uma ampla biodiversidade marinha e costeira, sendo também uma das mais relevantes áreas de laguna costeira da Europa. Dominada pela paisagem circundante da lagoa costeira com presença de águas rasas e caniçais extensos, a região como um todo abriga uma população relevante de focas-cinzentas (Halichoerus grypus) e outras aves migratórias. O Istmo da Curlândia especificamente apresenta vastos terrenos arenosos formados através da gradual sedimentação e deposição de sedimentos arenosos pelas correntes marítimas ao longo do Holoceno, sendo favorável à ocorrência do mastruço-marítimo (Aster tripolium), azevém-de-areia (Leymus arenarius) e eruca-marítima (Cakile maritima), dentre outras vegetações locais. |                                                           |                                                   |  |  |
| Lago Lugano no entorno do Monte San Giorgio.                       | Monte San Giorgio                                                                                       | Itália Suíça | Lombardia Ticino                                          | 1090; 2003; Natural: (viii)                       |  |  |
| Lago Lugano no entorno do Monte San Giorgio.                       | Monte San Giorgio                                                                                       | O Monte San Giorgio ergue-se a cerca de 1,097 metros acima do nível do mar na região de fronteira entre a província italiana de Como e o cantão suíço de Ticino. A paisagem do entorno do monte é formada por um complexo lagunar formado pelos lagos glaciais de Lugano, Como e Maior nos Alpes Suíços, sendo predominantemente contornado pelo Lago de Lugano. A região foi listada pela UNESCO em 2003 devido ao seu alto valor paleontológico e natural mediante à ocorrência de múltiplos níveis de preservação fossilífera do Triássico e Triássico Médio. O monte em si integra a cadeia montanhosa dos Alpes e, portanto, apresenta extensas florestas decíduas temperadas e florestas de coníferas. |                                                           |                                                   |  |  |
| Expresso do Glaciar sobre o Viaduto de Landwasser.                 | Ferrovia Rética na paisagem de Albula e Bernina                                                         | Itália Suíça | Lombardia Graubünden                                      | 1276; 2008; Cultural: (ii), (iv)                  |  |  |
| Expresso do Glaciar sobre o Viaduto de Landwasser.                 | Ferrovia Rética na paisagem de Albula e Bernina                                                         | A Ferrovia Rética foi inaugurada em 1888 como resultado dos esforços em interligar diversas localidades da região dos Grisões e possibilitar o transporte direto de mercadorias e o deslocamento humano. O primeiro trecho da ferrovia foi construído por iniciativa do empreendedor Willem Jan Holsboer que desejava estabelecer uma ligação ferroviária direta para turistas e comerciantes entre Davos e Albula/Alvra. A ferrovia divide-se em duas linhas principais, sendo a mais antiga Linha de Albula inaugurada oficialmente em 1903 e caracterizada por um conjunto de túneis, pontes e viadutos que transpõem os terrenos montanhosos dos Alpes. A Linha da Bernina foi inaugurada em 1908 para interligar as cidades de Tirano e São Moritz e tem como característica distinta a imensa paisagem temperada a mais de 2,250 metros de altitude. Em 2008, ambas as linhas férreas foram classificadas como Patrimônio Mundial da UNESCO em reconhecimento ao impacto cultural e tecnológico causado pelo ímpeto coletivo de vencer os obstáculos naturais e garantir a comunicação ferroviária da região.                                                                                                |                                                           |                                                   |  |  |
| Ilha Neuwerk, nas proximidades de Hamburgo.                        | Mar Frísio                                                                                              | Alemanha Dinamarca Países Baixos | Eslésvico-Holsácia Dinamarca do Sul Groninga              | 1314; 2014; Natural: (viii), (ix), (x)            |  |  |
| Ilha Neuwerk, nas proximidades de Hamburgo.                        | Mar Frísio                                                                                              | O Mar Frísio corresponde a uma região entremarés que estende-se na fronteira litorânea de Alemanha, Dinamarca e Países Baixos, sendo integrado ao Mar do Norte. A área está ligeiramente separada da Europa continental por um complexo de lagunas marítimas que abrigam as chamadas Ilhas Frísias, berço de uma ampla biodiversidade marinha. Também denominado localmente como "Mar de Wadden" em referência às planícies de lama (wad, em alemão), o ecossistema entende-se da região setentrional da Holanda do Norte, atravessa a região de estuários dos rios Ems, Weser e Elba na Alemanha até a região histórica de Skallingen na Dinamarca. A propriedade listada pela UNESCO em 2009 abrange cerca de 500 quilômetros de litoral e 10,000 km² de área total e abriga um santuário natural para diversas espécies, incluindo o pelicano-dálmata (Pelecanus crispus), a foca-comum (Phoca vitulina) e o salmão do Atlântico (Salmo salar). A topografia da região - caracterizada principalmente por enseadas e ilhotas - é abundante em invertebrados que servem de alimento às diversas espécies de aves migratórias, formando uma rica paisagem natural e um relevante ecossistema da Europa Ocidental. |                                                           |                                                   |  |  |
| Elefantes-de-floresta (Loxodonta cyclotis) no pântano Mbeli Bai.   | Trinacional Sangha                                                                                      | Camarões República Centro-Africana República do Congo | Região Leste Sangha-Mbaéré Sangha                         | 1380; 2010; Natural: (ix)(x)                      |  |  |
| Elefantes-de-floresta (Loxodonta cyclotis) no pântano Mbeli Bai.   | Trinacional Sangha                                                                                      | |                                                           |                                                   |  |  |
| Seção Odon-Chelon da Reserva de Dauria.                            | Paisagens da Dauria                                                                                     | Mongólia Rússia | Dornogovi Zabaykalsky                                     | 1448; 2017; Natural: (ix)(x)                      |  |  |
| Seção Odon-Chelon da Reserva de Dauria.                            | Paisagens da Dauria                                                                                     | O sítio Paisagens da Dauria engloba as áreas contíguas da Reserva da Biosfera Mongol de Daguur (na Mongólia) e da Reserva Natural de Daursky (na Rússia), estabelecida em 1987 para proteger zonas de aninhamento de aves migratórias nas estepes da Ásia Central. A região de ambas as reservas constitui uma das principais zonas-tampão da Eurásia, sendo um ponto de transição entre estepes, florestas de coníferas e cadeias montanhosas cársticas como as Montanhas Khentii e as Montanhas Cunlum, que formam unicamente um mosaico biodiversificado de grandes proporções. A área da reserva também é notória por ser habitat natural de espécies consideradas raras ou em estágio preocupante de conservação, como o ouriço-da-Dauria (Mesechinus dauuricus), a gazela-mongol (Procapra gutturosa), o gato-de-pallas (Felis manul) e o grou-siberiano (Leucogeranus leucogeranus). |                                                           |                                                   |  |  |
| Memorial Americano de Montsec, nas proximidades do Lago de Madine. | Sítios funerários e memoriais da Primeira Guerra Mundial (Frente Ocidental)                             | Bélgica França | Flandres Ocidental Hainaut Normandia                      | 1567; 2023; Cultural: (iii)(iv)(vi)               |  |  |
| Memorial Americano de Montsec, nas proximidades do Lago de Madine. | Sítios funerários e memoriais da Primeira Guerra Mundial (Frente Ocidental)                             | O sítio abrange um vasto complexo funerário de 139 cemitérios, necrópoles, hospitais históricos e monumentos funerários construídos ao longo da antiga e histórica Frente Ocidental com a finalidade de honrar o legado militar de combatentes de diversas nacionalidades que lutaram pelos Aliados contra as Potências Centrais na Primeira Guerra Mundial. O conflito perdurou de 1914 a 1918, sendo o mais mortal combate até a data de sua ocorrência, deixando como legado arquitetônico e paisagístico uma faixa litorânea de monumentos funerários que se estende da Valónia até a Normandia, paralelamente ao Canal da Mancha. O Comité do Património Mundial destacou a sofisticação arquitetônica e artística dos monumentos e lápides selecionados pelos respectivos países com a intenção de estabelecer uma memória coletiva duradoura de seus soldados mortos em combate. O sítio inclui cemitérios e monumentos notórios, dentre os quais destaca-se o Butte de Montsec, uma rotunda em estilo neoclássico erguido em 1913 em honra aos mortos durante a Batalha de Saint-Mihiel. |                                                           |                                                   |  |  |
| Colinas Kyzylkup no Parque Nacional de Ustyurt.                    | Desertos invernais frios de Turan                                                                       | Cazaquistão Turquemenistão Uzbequistão | Almati Ahal Caracalpaquistão                              | 1693; 2023; Natural: (ix)(x)                      |  |  |
| Colinas Kyzylkup no Parque Nacional de Ustyurt.                    | Desertos invernais frios de Turan                                                                       | A Bacia de Turan se estende da região de Lebap (no norte do Turquemenistão) à região de Qyzylorda (no sul do Cazaquistão) e atravessando grande parte do território do Usbequistão. A região representa uma bacia desértica fria que abriga uma das maiores reservas arenosas do mundo com mais de 3 milhões de km² no total da área. A localização relativamente distante dos oceanos e a ausência de bacias hidrográficas contribui para as temperaturas extremas encontradas na região variantes de invernos rigorosos a verões escaldantes que ultrapassam comumente os 45ºC de temperatura. Apesar das condições climáticas insólitas, a região abriga uma considerável fauna, composta principalmente pela saiga-antílope (Saiga tatarica) e a coruja-das-neves (Bubo scandiacus). Esta última espécie tem a região como foco de sua aninhagem após os períodos de reprodução nas regiões setentrionais da Rússia. A região também abriga lagos endorreicos e lagunas salinas sazonais que desempenham um papel relevante ao ecossistema local. |                                                           |                                                   |  |  |
| Reservatório de água de Sardoba, no Turquemenistão.                | Rota da Seda: Corredor Zarafexã-Caracum                                                                 | Tajiquistão Turquemenistão Uzbequistão | Sughd Lebap Navoi                                         | 1675; 2023; Cultural: (iii)(iv)(vi)               |  |  |
| Reservatório de água de Sardoba, no Turquemenistão.                | Rota da Seda: Corredor Zarafexã-Caracum                                                                 | O Corredor Zarafexã-Caracum é um dos maiores desdobramentos da Rota da Seda e foi estabelecido gradualmente ao longo de séculos de ocupação persa seguindo o curso do rio Zarafexã. Um dos principais cursos de água da região da Ásia Central, o rio Zarafexã nasce nas Montanhas Pamir (no leste do Tajiquistão) e banha a região das cidades de Samarcanda e Bucara antes de desaguar no rio Amu Dária. Como um dos afluentes do Amu Dária, o rio Zarafexã está interligado ao Mar de Aral, o que confere uma importância histórica e cultural ao complexo de estradas de cerca de 866 quilômetros de extensão. No auge de sua utilização como principal via de comércio, a rota Zarafexã-Caracum era margeada por santuários, vilarejos, entrepostos e uma ampla e sofisticada rede de estradas e vias por onde persas, sármatas e turcos transportavam e comercializavam especiarias, metais preciosos e produtos agrícolas. Apesar do declínio das rotas do corredor entre os séculos XIV e XV, a região ainda abriga diversas estruturas arquitetônicas que resguardam o impacto cultural duradouro de seu apogeu como o Caravansarai de Urguenche, a Mesquita de Bibi Hanim e a Madraça Mir-i-Arab.        |                                                           |                                                   |  |  |

### Patrimônio Mundial transnacional
| Sítio | Sítio | Países | Localização                                                                            | Dados UNESCO                                  |
| --- | --- | --- | -------------------------------------------------------------------------------------- | --------------------------------------------- |
| Ruínas de São Miguel das Missões, no Rio Grande do Sul, Brasil. | Missões Jesuíticas Guarani: San Ignacio Mini, Santa Ana, Nuestra Señora de Loreto e Santa Maria Mayor e Ruínas de São Miguel das Missões | Argentina Brasil | Misiones Rio Grande do Sul                                                             | 275; 1983; Cultural: (iV)                     |
| Ruínas de São Miguel das Missões, no Rio Grande do Sul, Brasil. | Missões Jesuíticas Guarani: San Ignacio Mini, Santa Ana, Nuestra Señora de Loreto e Santa Maria Mayor e Ruínas de São Miguel das Missões | As Missões Jesuíticas Guarani foram um conjunto de complexos arquitetônicos erguidos pela Companhia de Jesus ao longo do século XVIII nas região centro-sul da América do Sul, especialmente na bacia do rio Uruguai. As missões erguidas pelos jesuítas tinham como objetivo efetivar a catequização dos indígenas guaranis e distintamente caracterizavam-se como conjuntos de residências e edifícios públicos em taipa de pilão ou pedra construídos simetricamente em torno de um grande templo católico barroco. Os diversos prédios adjacentes à igreja central desempenhavam as principais funções comunitárias, como escolas e locais de fabricação de bens de consumo para a comunidade. A convivência comunitária entre jesuítas e guaranis nas missões deixaram um profundo legado artístico, arquitetônico, religioso e cultural sincrético na região. |                                                                                        |                                               |
| Trecho da Muralha de Adriano, na Inglaterra. | Fronteiras do Império Romano | Alemanha Reino Unido | Renânia do Norte-Vestfália Cúmbria Northumberland                                      | 430; 1987; Cultural: (ii), (iii), (iv)        |
| Trecho da Muralha de Adriano, na Inglaterra. | Fronteiras do Império Romano | O sítio "Fronteiras do Império Romano" é uma propriedade serial que engloba 420 marcos históricos das fronteiras (limes) do Império Romano em seu apogeu político e cultural. O bem listado pela UNESCO engloba ruínas e trechos de muralhas, santuários, torres de vigia e outras diversas estruturas que marcaram os limites físicos da ocupação romana nas Ilhas Britânicas. O sítio é compartilhado entre Alemanha e Reino Unido de forma transnacional devido ao reconhecimento da UNESCO de que as propriedades listadas estão relacionadas à história antiga destas duas nações. A porção britânica do bem listado compreende uma série de monumentos que se estende no sentido meridional desde o Fiorde de Solway (no Mar da Irlanda) até a cidade costeira de Berwick-upon-Tweed (no Mar do Norte). A Muralha de Adriano é um componente destacado do sítio e sua construção remonta a 122-128 d.C., quando serviu de demarcação de limites entre as terras sob controle romano e as populações do Norte. Na Europa continental, o sítio reúne monumentos militares romanos construídos sequencialmente ao longo do rio Elba de Heddesdorf até Pfoerring. |                                                                                        |                                               |
| | Grutas Cársicas de Aggtelek e da Eslováquia                                                                                              | Eslováquia Hungria | Košice Borsod-Abaúj-Zemplén                                                            | 725; 1995; Natural: (viii)                    |
| As Grutas Cársicas de Aggtelek e da Eslováquia constituem um grande complexo de cavernas relativamente intactas e numerosas com relação à pequena área que ocupam. As propriedades deste sítio serial transnacional estão situadas no nordeste da Hungria e no sul da Eslováquia na fronteira entre os dois países. O complexo é composto por 712 cavernas cársticas cujo entorno é marcado por uma rica diversidade de estruturas e habitats importantes no campo do estudos biológicos, geológicos e paleontológicos.                                                         | Grutas Cársicas de Aggtelek e da Eslováquia                                                                                              | |                                                                                        |                                               |
| Arte rupestre em Siega Verde. | Sítios de arte rupestre do Vale do Côa e Siega Verde                                                                                     | Espanha Portugal | Salamanca Trás-os-Montes e Alto Douro                                                  | 886b; 1998; Cultural: (i), (iii)              |
| Arte rupestre em Siega Verde. | Sítios de arte rupestre do Vale do Côa e Siega Verde                                                                                     | O bem Sítios de arte rupestre do Vale do Côa e Siega Verde compreende dois grandes parques históricos de grande valor para a ciência e paleontologia na Europa. Redescobertos em 1990, os Sítios do Vale do Côa estão situados na sub-região do Douro (no nordeste de Portugal) e abrigam cavernas e rochedos decorados com arte rupestre ao longo do vale do rio Côa. O complexo de Siega Verde situa-se na província espanhola de Salamanca ao longo do vale rochoso do rio Águeda e foi redescoberto em 1988. Ambos os sítios rupestres abrigam arte que retrata animais, figuras humanas e símbolos de inspiração mitológica produzidos por volta do Paleolítico Superior pelas culturas gravetiana, solutreana e magdaleniana. Segundo a UNESCO, o patrimônio listado exemplifica o extenso e profundo avanço tecnológico dos povos da região e do legado ancestral da arte e cultura na Europa Meridional. |                                                                                        |                                               |
| Campanário e Igreja de Santa Valburga, em Veurne, Bélgica. | Campanários da Bélgica e da França | Bélgica França | Flandres Ocidental Norte                                                               | 943; 1999; Cultural: (ii), (iv)               |
| Campanário e Igreja de Santa Valburga, em Veurne, Bélgica. | Campanários da Bélgica e da França | O sítio Campanários da Bélgica e da França foi originalmente listado pela UNESCO como "Campanários de Flandres e da Valónia" em 1998. Em 2005, o sítio foi expandido para incluir um total de 56 campanários construídos alternadamente num extenso período do século XI ao século XVIII, englobando elementos arquitetônicos da arte gótica, barroco e neoclássico. A maior parte dos locais tombados, no entanto, foram erguidos no período do Renascimento entre os séculos XVI e XVII como símbolo da autonomia cultural e política das cidades da região da Valônia em relação ao anterior domínio burgúndio. No geral, os campanários da região desempenhavam um papel crucial na vida comunitária com a função de marcar datas e horários e celebrações importantes além de servir como pontos focais para viajantes e abrigar reuniões de autoridades locais. |                                                                                        |                                               |
| Rio Beu (Beušnica), afluente do Agriș, na Roménia. | Florestas primárias de faias dos Cárpatos e de outras regiões da Europa                                                                  | Albânia Alemanha Áustria Bélgica Bósnia e Herzegovina Bulgária Croácia Chéquia Eslováquia Eslovênia Espanha França Itália Macedônia do Norte Polónia Roménia Suíça Ucrânia |                                                                                        | 1133; 2007; Cultural: (ix)                    |
| Rio Beu (Beušnica), afluente do Agriș, na Roménia. | Florestas primárias de faias dos Cárpatos e de outras regiões da Europa                                                                  | As florestas primárias da Europa constituem um extenso sítio do Patrimônio Mundial da UNESCO que abrange cerca de 93 bens listados ao longo de 18 países da Europa Ocidental e Central. Em sentido longitudinal, as florestas estendem-se da Floresta de Asotín nas Astúrias (Espanha) até o Parque Nacional dos Bálcãs Centrais em Haskovo (Bulgária). As florestas primárias são formadas principalmente por florestas temperadas de folha larga e mista dominadas pela ocorrência de bosques densos e extensos de faias (Fagus sylvatica) que servem de habitat natural para diversas espécies endêmicas. A maior parte das florestas incluídas na propriedade serial representam florestas primárias que sofreram pouca ou nenhuma alteração pela atividade humana no continente. O sítio é considerado diversificado por apresentar variações na vegetação e relevo de acordo com as condições naturais da região em que se situa a propriedade listada. Na região dos Cárpatos, a paisagem é formada por florestas montanhosas e densas com altitudes variando de colinas a montanhas. Nas regiões fronteiriças com os Alpes, estas florestas formam uma paisagem de transição entre as faias e outras espécies vegetais, como o bordo, abeto e pinheiro. |                                                                                        |                                               |
| Marco histórico do Arco Geodésico de Struve em Hammerfest, Noruega. | Arco Geodésico de Struve | Bielorrússia Estónia Finlândia Lituânia Letônia Noruega Rússia Suécia | Hrodna Viru Ocidental Lapónia Panevėžys Livônia Troms og Finnmark Leningrado Lapônia   | 1187; 2005; Cultural: (ii), (iv), (vi)        |
| Marco histórico do Arco Geodésico de Struve em Hammerfest, Noruega. | Arco Geodésico de Struve | O sítio serial transnacional do Arco Geodésico de Struve compreende uma cadeia de marcos triangulares que estende-se de Hammerfest (Noruega) até Baranivka (Ucrânia) percorrendo um trecho latitudinal de 2,820 quilômetros por dez países europeus. A profunda e complexa pesquisa científica que culminou na formação do patrimônio científico e arquitetônico listado pela UNESCO teve início na década de 1810 através da iniciativa do astrônomo alemão Friedrich Georg Wilhelm Struve em determinar com maior precisão a circunferência terrestre e confirmar as teorias anteriores sobre o achatamento da Terra. Tomando como base os avanços científicos do período que incluíam o uso de ferramentas de triangulação, Struve liderou uma grande equipe de estudiosos no que tornou-se um dos primeiros esforços científicos coletivos internacionais da história moderna. Atualmente, o legado do esforço criativo de Struve é retratado materialmente ao longo de diversos observatórios e centros de triangulação espalhados pela Europa Central. |                                                                                        |                                               |
| Círculos de pedra em Wassu, Gâmbia. | Círculos de pedras da Senegâmbia | Gâmbia Senegal | Central River Kaolack                                                                  | 1226; 2006; Cultural: (i), (iii)              |
| Círculos de pedra em Wassu, Gâmbia. | Círculos de pedras da Senegâmbia | Os círculos de pedra da Senegâmbia correspondem a quatro grupos de monólitos esculpidos e dispostos em formato circular na bacia dos rios Gâmbia e Senegal no que é conhecido como a região cultural da Senegâmbia, na África Ocidental. Na Gâmbia, estes sítios são localizados em Wassu (nas proximidades do rio Gâmbia e do Parque Nacional do Rio Gâmbia) e Ker Batch (no extremo norte do país) e, no Senegal, os sítios estão situados nas localidades de Wanar e Sine Ngayene, formando um complexo de monólitos de mais de 350 quilômetros de amplitude. Estudos recentes revelam que os monumentos foram construídos por culturas humanas num período vasto entre o Neolítico e a Idade do Ferro e serviam de palco para cerimônias religiosas ou medição de eventos atmosféricos e astronômicos. O material para a confecção dos círculos foi extraído provavelmente das ribanceiras de rios locais através de técnicas refinadas para a época que incluíam o uso de ferramentas de metal. |                                                                                        |                                               |
| Complexo mineiro de Almadén, Espanha. | Património do mercúrio. Almadén e Idrija                                                                                                 | Espanha Eslovênia | Ciudad Real Idrija                                                                     | 1313; 2012; Cultural: (ii), (iv)              |
| Complexo mineiro de Almadén, Espanha. | Património do mercúrio. Almadén e Idrija                                                                                                 | Almadén é uma pequena cidade espanhola da província de Ciudad Real, no centro-oeste do território espanhol. O sítio listado que a Espanha compartilha de forma transnacional com a cidade de Idrija (na Eslovênia) reflete o impacto histórico, cultural e arquitetônico da forte indústria de exploração do mercúrio (Hg) que despontou nestes locais a partir do século XV. A cidade alcançou maior prestígio e relevância econômica durante a era das Grandes Navegações, quando o mercúrio extraído de suas terras era necessário para a amalgamação dos metais preciosos que a Coroa Espanhola trazia de suas colônias americanas. Ao longo da era moderna, ambas as cidades aperfeiçoaram as técnicas de manuseio do mercúrio com a escavação de rotas elaboradas e complexas de túneis, a fundição de fornos de alto aquecimento e a consequente formação de vilas residenciais mineiras que, ainda hoje, dominam as paisagens locais. No caso de Idrija, o desenvolvimento econômico ocorreu principalmente devido a técnicas sofisticadas de manuseio do elemento que incluíam o bombeamento hidráulico de água das minas locais e um amplo patrimônio técnico e científico deixado pelos estudiosos da região. Ambas as cidades foram listadas conjuntamente pela UNESCO em reconhecimento ao impacto comum da indústria mineradora em ambos os locais, apesar de sua distância geográfica. |                                                                                        |                                               |
| Salão da Assembleia, em Chandigarh, Índia. | A obra arquitetônica de Le Corbusier, uma contribuição excepcional para o Movimento Moderno                                              | Argentina Bélgica França Alemanha Índia Japão Suíça | Buenos Aires Antuérpia Auvérnia-Ródano-Alpes Baden-Württemberg Punjab Kanto Vaud       | 1321; 2016; Cultural: (i), (ii), (vi)         |
| Salão da Assembleia, em Chandigarh, Índia. | A obra arquitetônica de Le Corbusier, uma contribuição excepcional para o Movimento Moderno                                              | O arquiteto franco-suíço Le Corbusier (1887-1965) foi um dos maiores expoentes da arquitetura moderna no século XX devido à aplicação revolucionária de conceitos como a janela em fita (valorizando mais a luz solar natural) e o amplificado uso de pilotis que permitiam uma maior integração do edifício com seu entorno. O sítio transnacional listado pela UNESCO em 2016 engloba 17 edifícios em 8 países na América, Europa e Ásia que refletem as tendências arquitetônicas defendidas pelo arquiteto no que veio a ser conhecido internacionalmente como os "Cinco Pontos da Nova Arquitetura". Os sítios listados são: Casa Curutchet (em La Plata, Argentina); Residências Weissenhofsiedlung (em Estugarda, Alemanha); Casa Guiette (em Antuérpia, Bélgica); Villa Le Lac (em Corseaux, Suíça) e Casa de Vidro (em Genebra, Suíça); Complexo do Capitólio (em Chandigarh, Índia) e o Museu Nacional de Arte Ocidental (em Tóquio, Japão). A França concentra a maior quantidade de bens listados no sítio, sendo estes: as residências Villa La Roche, Immeuble Molitor e Villa Savoye (em Ilha de França), a Cidade Operária de Frugès (em Pessac), a Manufatura de Saint-Dié-des-Vosges (em Vosgos), a Unidade de Habitação de Marselha (em Bocas do Ródano), o Convento Sainte-Marie (em Ródano) e a Capela de Notre-Dame-du-Haut (no Alto Sona).                                     |                                                                                        |                                               |
| Residências palafíticas em Uhldingen-Mühlhofen, Alemanha. | Sítios palafíticos pré-históricos em redor dos Alpes                                                                                     | Alemanha Áustria França Itália Eslovênia Suíça | Baden-Württemberg Caríntia Borgonha-Franco-Condado Pordenone Carníola Interior Argóvia | 1364; 2011; Cultural: (iii) e (v)             |
| Residências palafíticas em Uhldingen-Mühlhofen, Alemanha. | Sítios palafíticos pré-históricos em redor dos Alpes                                                                                     | A propriedade serial transnacional "Sítios palafíticos pré-históricos em redor dos Alpes" engloba 111 bens arquitetônicos primitivos em seis países da região central da Europa. Segundo a UNESCO, o sítio reconhece o legado cultural deixado pela construção de residências em palafitas nas margens de rios e lagos ou sobre áreas pantanosas. O patrimônio serve como testemunho ocular dos esforços das primeiras civilizações que habitaram estas regiões em vencer os obstáculos naturais para estabelecer sua permanência devido aos recursos básicos favoráveis à sua subsistência. As residências foram construídas num extenso período compreendido entre o Neolítico e a Idade do Bronze, quando as técnicas agrícolas se desenvolveram e permitiram a sedentarização gradual destes grupos. |                                                                                        |                                               |
| | Tserkvas de madeira da região dos Cárpatos na Polônia e Ucrânia                                                                          | Polónia Ucrânia | Pequena Polônia Transcarpátia                                                          | 1424; 2013; Cultural: (iii), (iv)             |
| A propriedade serial transnacional é compartilhada entre Polônia e Ucrânia e reúne 16 tserkvas (igrejas) construídas entre os séculos XVI e XIX na região dos Cárpatos onde atualmente encontram-se as regiões de Subcarpácia (pertencente à Polônia) e Transcarpátia (pertencente à Ucrânia). Os templos foram erguidos principalmente pelos ucranianos e lemkos afiliados à tradição cristã ortodoxa oriental e à Igreja Católica Grega e refletem a liturgia, doutrina e práticas ritualísticas da região ao combinar elementos locais com a arte bizantina e oriental. No p | Tserkvas de madeira da região dos Cárpatos na Polônia e Ucrânia                                                                          | |                                                                                        |                                               |
| | Rotas da Seda: a rede de rotas do corredor Chang'an–Tianshan                                                                             | Cazaquistão China Quirguistão | Almati Jambyl Gansu Honã Xinjiang                                                      | 1442; 2014; Cultural: (ii), (iii), (iv), (vi) |
| | | |                                                                                        |                                               |
| | Qhapaq Ñan: Sistema vial andino | Argentina Bolívia Equador Peru | Catamarca Oruro Manabí Ica                                                             | 1459; 2014; Cultural: (ii), (iii), (iv), (vi) |
| | | |                                                                                        |                                               |
| | Região Mineira de Erzgebirge/Krušnohorí                                                                                                  | Alemanha Chéquia | Saxónia Boêmia do Norte                                                                | 1478; 2019; Cultural: (ii), (iii), (iv)       |
| | | |                                                                                        |                                               |
| | Tian Shan Oriental | Cazaquistão Quirguistão Uzbequistão | Almati Issyk-Kul Andijã                                                                | 1490; 2016; Natural: (x)                      |
| | | |                                                                                        |                                               |
| | Cemitério de tumbas medievais Stécci | Bósnia e Herzegovina\| Croácia\| Montenegro\| Sérvia} | Herzegovina-Neretva Split-Dalmácia Žabljak Zlatibor                                    | 1504; 2016; Cultural: (iii), (vi)             |
| | | |                                                                                        |                                               |
| | Obras venezianas de defesa dos séculos XV a XVII: Stato da Terra – Stato da Mar Ocidental                                                | Croácia Itália Montenegro | Zadar Lombardia Vêneto Kotor                                                           | 1533; 2017; Cultural: (iii), (iv)             |
| | | |                                                                                        |                                               |
| | Fronteiras do Império Romano - Limes do Danúbio                                                                                          | Alemanha Áustria Eslováquia | Alta Áustria Montana Nitra                                                             | 1608; 2021; Cultural: (ii),(iii),(iv)         |
| | | |                                                                                        |                                               |
| | Grandes cidades termais da Europa | Alemanha Áustria Bélgica França Itália Chéquia Reino Unido | Baden-Württemberg Alta Áustria Liège Allier Pistoia Karlovy Vary Somerset              | 1613; 2021; Cultural: (ii),(iii)              |
| | | |                                                                                        |                                               |

## Estatísticas

### Sítios por país
| País        | Total de sítios | Sítios compartilhados | Sítios compartilhados | Sítios compartilhados | Região UNESCO             |
| País        | Total de sítios | Transfronteiriço      | Transnacional         | Total                 | Região UNESCO             |
| ----------- | --------------- | --------------------- | --------------------- | --------------------- | ------------------------- |
| Itália      | 59              | 3                     | 3                     | 6                     | Europa e América do Norte |
| Alemanha    | 52              | 1                     | 4                     | 5                     | Europa e América do Norte |
| Espanha     | 50              | 1                     | 3                     | 4                     | Europa e América do Norte |
| França      | 52              | 1                     | 3                     | 4                     | Europa e América do Norte |
| Rússia      | 31              | 3                     | 1                     | 4                     | Europa e América do Norte |
| Suíça       | 13              | 2                     | 2                     | 4                     | Europa e América do Norte |
| Áustria     | 12              | 1                     | 2                     | 3                     | Europa e América do Norte |
| Bélgica     | 16              | –                     | 3                     | 3                     | Europa e América do Norte |
| Reino Unido | 33              | 1                     | 1                     | 2                     | Europa e América do Norte |
| Brasil      | 23              | –                     | 1                     | 1                     | América Latina e Caribe   |
| Portugal    | 17              | –                     | 1                     | 1                     | Europa e América do Norte |

### Sítios por região
| Região UNESCO             | Sítios compartilhados | Sítios compartilhados | Sítios compartilhados |
| Região UNESCO             | Transfronteiriço      | Transnacional         | Total                 |
| ------------------------- | --------------------- | --------------------- | --------------------- |
| África                    | 5                     | 1                     | 6                     |
| América Latina e Caribe   | 1                     | 3                     | 4                     |
| Ásia e Pacífico           | 2                     | 2                     | 4                     |
| Estados Árabes            | –                     | –                     | –                     |
| Europa e América do Norte | 12                    | 13                    | 25                    |